# Paul Wollin
Paul Wollin (Berlino, 17 marzo 1989) è un attore teatrale e attore cinematografico tedesco.

## Biografia
Berlinese, proviene da una famiglia con un background artistico. Dal 2009 al 2012, si è formato come attore presso la scuola di recitazione cinematografica di Berlino.
Nel corso della sua carriera è apparso in diverse opere teatrali, televisive e conematografiche. Nel 2012 gli è stato assegnato il premio per l'ensemble per la commedia Crazy Blood al festival internazionale di teatro "Kontakt" di Toruń (Polonia).
Wollin ha anche assunto vari ruoli secondari in film e serie televisive, come nella soap opera Unter uns, dove ha recitato dal luglio 2014 (episodio 4888) al settembre 2014 (episodio 4927). 
Ha ottenuto il ruolo di protagonista nel lungometraggio Toro diretto regista Martin Hawie. Ha interpretato il ruolo di Piotr, detto Toro, un prostituto omosessuale, originario della Polonia, che si vende a donne ricche e risparmia per tentare di tornare in Polonia per aprire una sala da pugilato e condurre una vita migliore. Il file, presentato in anteprima il 31 agosto 2015 al Montréal International Film Festival, ha debuttato in Germania all'Hof International Film Festival, dove ha ricevuto una menzione d'onore dalla giuria come "Nuovo cinema tedesco". Ha partecipato alla 66ª edizione del Festival internazionale del cinema di Berlino nella categoria Perspektive Deutsches Kino.
Nel novembre 2015, Wollin è apparso in un episodio nella serie poliziesca Squadra speciale Lipsia (SOKO Leipzig) dell'emittente ZDF. Nella serie SOKO Wismar del 2017, ha interpretato il maniaco della macchina Tobias Noll. 
Ha recitato nel thriller 7500 del 2019, diretto da Patrick Vollrath.

## Filmografia
- 2014: Unter uns (Serie TV)
- 2015: Toro
- 2015: Squadra speciale Lipsia (SOKO Leipzig) (Serie TV)
- 2017: SOKO Wismar (Fernsehserie; Folge: Verblitzt)
- 2018: Arthurs Gesetz (Serie TV)
- 2019: Marie Brand und der Reiz der Gewalt (Serie TV)
- 2019: Tatort: Inferno (Serie TV)
- 2019: 7500
- 2020: Das Gesetz sind wir (Film TV)
- 2020: Professor T. (Serie TV)